# HBO Films
HBO Films (anteriormente conocida como HBO Premiere Films y HBO Pictures) es una división estadounidense de producción y distribución de la cadena de televisión por suscripción HBO que produce largometrajes y miniseries.La división produce tanto ficción como factuales (ya sea documentales o docu-series), bajo su subdivisión, HBO Documentary Films.
HBO Films produce dos o tres lanzamientos por año, y a menos que se indique lo contrario, su distribuidor habitual es Warner Bros. Pictures.

## Descripción
Mientras que gran parte de la producción de HBO Films se crea directamente para el mercado televisivo, como la película Witness Protection y las miniseries Angels in America, Band of Brothers, The Pacific, Generation Kill, y Mildred Pierce, también se ha ramificado en la distribución teatral con películas aclamadas por la crítica como Elephant y American Splendor, en las que sus estrenos teatrales fueron manejados por Fine Line Features, entonces una subsidiaria de New Line Cinema. Los lanzamientos teatrales de la producción de HBO Films fueron manejados por Picturehouse, una empresa conjunta entre HBO Films y New Line; ambos son propiedad de Time Warner.
HBO comenzó a producir películas en 1983 con HBO Premiere Films. Su primera película, The Terry Fox Story, fue también el primer largometraje producido expresamente para televisión por suscripción. En 1985, HBO Pictures comenzó a comercializar la marca Premiere Films. Otra productora cinematográfica, HBO Showcase (luego HBO NYC) fue afiliada en HBO Pictures para crear la actual compañía HBO Films.
Las películas producidas por la compañía han cosechado cientos de premios Primetime Emmy y Golden Globe Awards. Las producciones de HBO Films han ganado el premio Primetime Emmy Award for Outstanding Television Movie todos los años de 1993 a 2015, excepto 2000, 2003 y 2016. Elephant es la primera película producida por HBO Films que gana la Palma de Oro en el Festival de Cannes.
La vida Según Sam es una 2013 película documental producido por HBO Películas y basados en la vida de Sam Berns y ha sido mostrado en festivales de cine, incluyendo Sundance, y esté retransmitido en HBO en octubre. La Academia de Artes de Cuadro del Movimiento y las Ciencias dijeron sea entre 15 documentales consideraron para Oscar nombramientos.